# Sciurus nayaritensis
Sciurus nayaritensis (вивірка мексиканська) — вид ссавців, гризунів родини вивіркових (Sciuridae).

## Поширення
Країни поширення: Мексика, США (штат Аризона). Зустрічається між 1560 м і 2700 м над рівнем моря, але зазвичай знаходиться приблизно між 1650 м і 1950 м. Населяє сосново-дубові ліси і змішані хвойні ліси, особливо в низу каньйонів.

## Морфологія

### Морфометрія
Середні розміри самиць: голова і тіло довжиною 282.2 мм, хвіст довжиною 276.5, маса 756.2 грам, середні розміри самців: голова і тіло довжиною 300.0 мм, хвіст довжиною 280.0, маса 684.0 грам.

### Опис
S. nayaritensis — велика деревна вивірка з довгим пухнастим хвостом. Верхня сторона тіла бура, пройнята червонуватим або вохровим, і низ тіла червонуватий або вохровий, з цим кольором простягнутим на ноги і ступні. Середня лінія верхньої частини хвоста в основному чорнувата, і середня лінія нижньої частини хвоста такого ж кольору, як низ і відмежована чорною смугою, а потім побічно рудувато-коричневою або жовтуватою смугою. З боків тіло червонувате або вохрове. У південних популяціях, верх просякнутий білим і низ тіла білуватий. У зимовому хутрі підвид S. n. apache має широку смугу чорного кольору, що простягається від маківки до початку хвоста. Хвіст пухнастий, вуха не густо вкриті волоссям, хутро товсте і м'яке, і підшерстя довге. Середнє відношення довжини вібрисів до ширини голови 1,770. Голі підошви ніг темно пурпурові. Райдужні оболонки темно-коричневі. Зубна формула: i 1/1, c 0/0, p 1/1, m 3/3 = 20. Чотири пари молочних залоз розташовані таким чином: одна грудна, дві черевні, одна пахова.

### Підвиди
S. n. apache (J. A. Allen, 1893)

S. n. chiricahuae (Goldman, 1933)

S. n. nayaritensis (J. A. Allen, 1890)

## Поведінка
У виводку від 1 до 2 малят, рідко буває більше 1 виводку в рік.

## Загрози та охорона
Серйозних загроз немає. На вид полюють для місцевого споживання. Є охоронювані території в межах ареалу цього виду.